# 라스베이거스 위클리
라스베이거스 위클리(Las Vegas Weekly)는 미국 네바다주 라스베이거스 대도시권 지역에서 발행되는 신문이다.